# دهستان گتاب جنوبی
گتاب جنوبی، دهستانی است از توابع بخش گتاب شهرستان بابل در استان مازندران ایران.

## جمعیت
براساس سرشماری سال ۱۳۸۵جمعیت آن ۱۴۷۴۳ نفر (۳۵۳۲ خانوار) بوده‌است.